# هويا (ألمانيا)
هويا ألمانيا (بالألمانية: Hoya, Germany) هي بلدة ألمانية تقع في ألمانيا في سكسونيا السفلى.  يقدر عدد سكانها بـ 3,833 نسمة .

## أعلام
- يوليوس إلياس
- هايك هنادا
- يوهان بكمان